# Estação Santa Rosa (Metrô de Lima)
A Estação Santa Rosa é uma das estações do Metrô de Lima, situada em Lima, entre a Estação San Martín e a Estação Bayóvar. Administrada pela GyM y Ferrovías S.A., faz parte da Linha 1.
Foi inaugurada em 12 de maio de 2014. Localiza-se no cruzamento da Avenida Próceres de la Independencia com a Avenida Santa Rosa. Atende o distrito de San Juan de Lurigancho.